# Radfan (huyện)
Huyện Radfan là một huyện thuộc tỉnh Lahij, Yemen. Đến thời điểm năm 2003, huyện này có dân số 45570 người